# Aureville
Aureville es una localidad y comuna francesa situada en el departamento de Alto Garona y la región de Mediodía-Pirineos, a 18 km de Toulouse.

## Demografía
| 168 | 171 | 241 | 372 | 455 | 540 |
| Para los censos de 1962 a 1999 la población legal corresponde a la población sin duplicidades (Fuente: INSEE [Consultar]) |     |     |     |     |     |

## Personalidades relacionadas con la comuna
- Kléber Haedens (1913-1976), escritor, fallecido en la comuna